# Nutarnji zaptivni mišić

Nutarnji zaptivni mišić (lat. musculus obturator internus) mišić je zdjelice, lepezastog oblika. Mišić inerviraju ogranci križnog spleta.

## Polazište i hvatište
Mišić polazi s preponske i sjedne kosti (točnije s rubova opturatornog otvora) i opturatorne opne, ide prema lateralno i hvata se za medijalnu stranu velikog obrtača bedrene kosti. Tetiva mišića prolazi kroz lat. foramen ischiadicum minus.